# Abteikirche Notre-Dame (Mouzon)

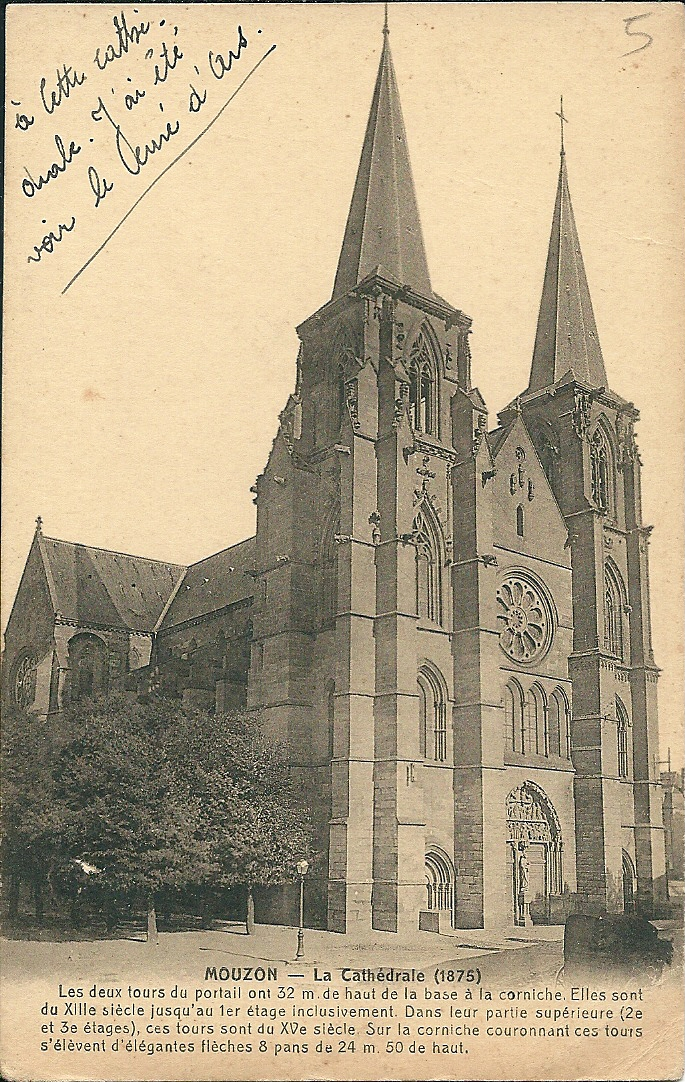
Historisches Foto der Abteikirche

Die römisch-katholische Abteikirche Notre-Dame in Mouzon (Département Ardennes) in Frankreich ist eine vom Ende des 12. Jahrhunderts an errichtete gotische Kirche. Sie ist seit 1840 als Monument historique klassifiziert.

## Geschichte
Die ehemalige Abtei geht auf die Zeit vor dem 9. Jahrhundert zurück. Zunächst bestand ein Nonnenkloster, das die Reliquien des hl. Viktor von Mouzon aufnahm. Nach 889 traten an die Stelle der Nonnen Regularkanoniker, die nach 970 durch Benediktinermönche ersetzt wurden, die aus dem Priorat Thin-le-Moutier kamen. 1653 erlitt die Kirche schwere Schäden, die von 1661 bis 1663 behoben wurden. Die Abtei wurde während der Französischen Revolution 1790 aufgelöst und die Kirche wurde zunächst zum Tempel der Gleichheit und der Vernunft und später Pfarrkirche. Die Kirche wurde zwischen 1855 und 1890 durch Émile Boeswillwald, einen Schüler von Eugène Viollet-le-Duc, durchgreifend erneuert, dabei wurde das Flamboyantfenster der Westfassade durch eine Rosette ersetzt. Im Zweiten Weltkrieg erlitt die Kirche Schäden, unter anderem an der Rosette des Südquerschiffs.

## Bau

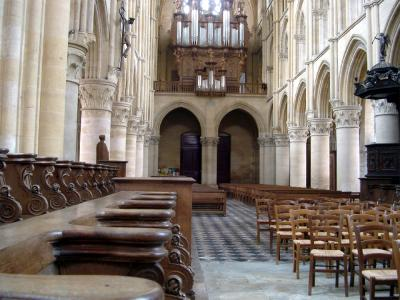
Innenansicht

Die 65 m lange, 18 m breite und 21 m hohe Kirche von bemerkenswerter Einheitlichkeit wurde von 1195 bis 1200 gleichzeitig mit den frühen gotischen Kathedralen in Paris, Laon und Noyon errichtet. 1212 war der dreijochige Chor mit einem Kranz aus fünf Kapellen vollendet. Das dreischiffige Langhaus weist acht Joche auf. Das Querhaus ragt über die Seitenschiffe hinaus. Die oberen Teile der Türme wurden erst im 16. Jahrhundert fertiggestellt. Die Vierung trug bis zu ihrer Zerstörung 1653 einen Turm. Der Außenbau ist bis auf die Westfassade, die Querhausfassaden und die Strebepfeiler im Süden schmucklos.

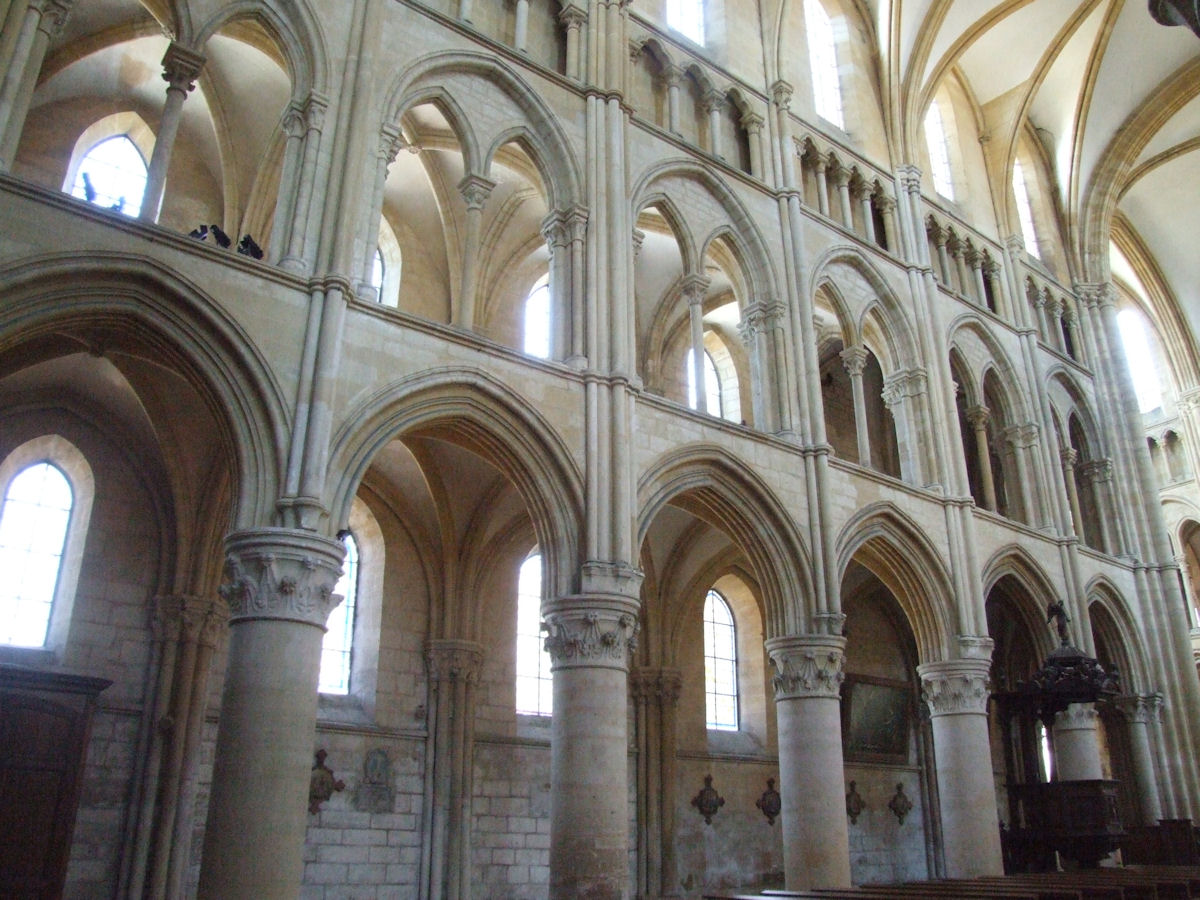
Wandaufriss

Der innere Aufbau besteht aus vier Stufen: Hauptarkaden, Emporen, Triforium und Obergaden (Fensterzone), darüber ein sechsteiliges Rippengewölbe. Vom Portal ist nur das Tympanon erhalten, das die Dreifaltigkeit, das Marienleben und das Martyrium des hl. Viktor darstellt.
In den 1676 erneuerten Klostergebäuden befindet sich derzeit ein Altersheim.

## Orgel
Die Orgel des Orgelbauers Christophe Moucherel aus Toul mit einem kunstvollen Gehäuse stammt aus dem Jahr 1725. Sie wurde 1991 von Bartolomeo Formentelli restauriert.